# Marc's Angels
Marc's Angels was een zesdelig Nederlands televisieprogramma uit 2004 waarin wensen van verstandelijk of lichamelijk handicapten centraal stonden. De wensen werden vervuld door de drie meiden Astrid, Esther en Monique die alle drie in een rolstoel zitten. De titel van het programma, dat uitgezonden werd door de Evangelische Omroep en gepresenteerd door Marc Dik, is een knipoog naar de televisieserie Charlie's Angels, waarin drie meiden in opdracht van Charlie allerlei misdaden oplossen. Naast het vervullen van wensen is het programma er ook op gericht om vooroordelen, onwetendheid en bureaucratie te laten zien, die de integratie van gehandicapten vaak belemmert.
Het idee voor de serie ontstond naar aanleiding van het jongerenprogramma Jong. Hierin kwamen regelmatig jongeren aan het woord die een chronische ziekte of een handicap hadden. Door dit programma kwam presentator Marc Dik in aanraking met de Algemene Nederlandse Gehandicapten Organisatie. In gesprekken met deze organisatie werd het idee voor het programma geboren. Voor financiering van het programma klopte de ANGO aan bij de Nederlandse Stichting voor het Gehandicapte Kind.